# Viișoara (Păunești), Vrancea
Viișoara (în trecut, Bou) este un sat în comuna Păunești din județul Vrancea, Moldova, România.